# Don Fumino
Don Fumino è una serie televisiva italiana prodotta dalla Rai negli anni novanta, è composta da ventisei episodi.

## Trama
Don Libero, detto Fumino (Renzo Montagnani), è un parroco di un piccolo paese che si trova a vivere numerose avventure legate al suo sacerdozio, affrontate sempre con ironia e buon umore.
Il prete è accompagnato spesso dalla sorella vedova, dalla nipote, dal sagrestano De Lollis (Pippo Santonastaso) e da altri personaggi tipici della vita parrocchiale e paesana.

## La serie
La serie è diretta da Nanni Fabbri e da Romolo Siena, ed è andata in onda in prima visione a partire dal dicembre 1993 su Rai 1 dalle ore 19 dal lunedì al venerdì. La trasmissione in prima visione dei 26 episodi della serie è proseguita fino al 1994, e successivamente ci sono state diverse riproposizioni in replica.
La serie vede come protagonista Renzo Montagnani, nei panni del parroco Don Libero (detto Fumino a motivo del suo modo di parlare e della caratteristica del suo temperamento). Tale figura è la riproposizione del personaggio comico Don Libero Occupato interpretato anni prima dallo stesso Montagnani nella trasmissione televisiva Rai intitolata Ci pensiamo lunedì (1983-1984).
La sigla iniziale e finale della serie era cantata da Stefano Palatresi.
(Don Fumino alla fine di ogni episodio)

## Episodi
Queste le puntate trasmesse con la relativa data della messa in onda:
| Nº | Titolo                          | Prima TV Italia  |
| -- | ------------------------------- | ---------------- |
| 1  | Il trasferimento                | 13 dicembre 1993 |
| 2  | La seduta spiritica             | 14 dicembre 1993 |
| 3  | Uccellini di rovo               | 15 dicembre 1993 |
| 4  | Il Don                          | 16 dicembre 1993 |
| 5  | Corso per fidanzati             | 17 dicembre 1993 |
| 6  | L'avviso di garanzia            | 20 dicembre 1993 |
| 7  | Un matrimonio sbagliato         | 21 dicembre 1993 |
| 8  | Scherzi da prete                | 22 dicembre 1993 |
| 9  | Il best seller                  | 24 dicembre 1993 |
| 10 | L'undicesimo comandanento       | 27 dicembre 1993 |
| 11 | Il giurì d'onore                | 28 dicembre 1993 |
| 12 | Terrore in sacrestia            | 29 dicembre 1993 |
| 13 | Tanti auguri, Don Fumino!       | 30 dicembre 1993 |
| 14 | La compagna di scuola           | 31 dicembre 1993 |
| 15 | Sciopero in famiglia            | 3 gennaio 1994   |
| 16 | L'anima gemella                 | 4 gennaio 1994   |
| 17 | La rock star                    | 5 gennaio 1994   |
| 18 | Sfida infernale                 | 6 gennaio 1994   |
| 19 | Catene                          | 7 gennaio 1994   |
| 20 | Elogio funebre                  | 10 gennaio 1994  |
| 21 | La schedina                     | 11 gennaio 1994  |
| 22 | Causa per danni                 | 12 gennaio 1994  |
| 23 | Diritto d'asilo                 | 13 gennaio 1994  |
| 24 | Lo Stato libero di San Giorsolè | 14 gennaio 1994  |
| 25 | L'eredità della zia buonanima   | 17 gennaio 1994  |
| 26 | Attenti al pupo                 | 18 gennaio 1994  |